# Calle del Pozo (Segovia)
La calle del Pozo es una vía pública de la ciudad española de Segovia.

## Descripción
La vía, que ostenta el título actual desde antiguo, nace de la calle del Cardenal Zúñiga y discurre, paralela a la de Antonio Coronel, hasta morir cerca de la de Jerónimo de Aliaga. Aparece descrita en Las calles de Segovia (1918) de Mariano Sáez y Romero con las siguientes palabras:

Pozo.—Sale de la calle del Cardenal Zúñiga y se dirige entre huertas a la de los Molinos. El sitio es ya el campo frondoso y ameno de huertas bien cuidadas, y un pozo en una de ellas, que se ve desde el camino, es lo que a falta de otro mejor le ha dado nombre.
(Sáez y Romero, 1918, pp. 133-134)